# Ludwig Theodor Elze
Ludwig Theodor Elze, nemški protestantski teolog in zgodovinar protestantske dobe, * 17. julij 1823, Alten, Anhalt-Dessau (danes Nemčija), † 27. junij, 1900, Benetke, Kraljevina Italija (danes Republika Italija).

## Življenje in delo
Z očetom, ki je bil pastor, se je preselil 1825 v Dessau, kjer je končal ljudsko šolo in gimnazijo (1842). Študiral je protestantsko teologijo v Tübingenu (1842-1844) in Berlinu (1844-1845). Po končanem študiju je prevzel mesto vzgojitelja pri sinu anhaltskega vojvode ter živel z gojencem v Italiji (1845-1847), v Manheimu (1847-1851) ter Zerbstu in Trstu (1851). V letih 1852−1865 je deloval v Ljubljani. Po odhodu iz Ljubljane je bil pastor v Meranu (1865-1868), v letih 1868–1869 je z ženo potoval po Švici, Nemčiji in Italiji, 1869 do 1891 bil pastor v Benetkah, kjer je ostal tudi po upokojitvi. Vsakoletne počitnice je izrabljal zlasti tudi za znanstvena potovanja.
Ko je deloval v Ljubljani, je bil prvi pastor obnovljene evangeličanske cerkvene občine. Proučeval je zgodovino protestantske cerkve in šole na Kranjskem in v sosednjih deželah, zbiral gradivo po arhivih in knjižnicah v Ljubljani, Gradcu, Dunaju, Stuttgartu, Tübingenu in Zürichu ter ga od 1861 sistematično objavljal v Mittheilungen des historichen Vereines für Krain, Blätter aus Krain in v drugih publikacijah. Predvsem je odkrival in bibliografsko evenditiral slovenski protestantski tisk, pisal o delu njihovih avtorjev (Trubar, Bohorič, Dalmatin) in raziskoval vpliv tübingenske univerze na razvoj protestantske misli v slovenskih pokrajinah. Prispeval je temeljne vire in je začetnik novejšega raziskovanja slovenske in hrvaške reformacijske književnosti v 16. stoletju.